# 小香蒲
小香蒲（学名：Typha minima）是香蒲科香蒲属的植物。分布在亚洲北部、巴基斯坦、俄罗斯、欧洲以及中国大陆的内蒙古、陕西、辽宁、甘肃、山西、四川、湖北、山东、新疆、河北、河南、黑龙江、吉林等地，生长于海拔50米至2,400米的地区，多生于水中、浅水河湾、河边浅水中、河滩低湿地、湿滩地、低湿地、湖边浅水中、水边、丘间湿地、盐碱地、湖中、静水中、湖边、沟塘浅水处、河滩、浅水中及沼泽地，目前尚未由人工引种栽培。

## 异名
- Typha laxmannii Lepech. var. mongolica Kronf.
- Typha pallida Pob.